# Коса (знаряддя)

Український селянин-косар, акварель Єжи Глоговського, 1834

Коса́ — у сільському господарстві універсальне ручне знаряддя для скошування злаків (у тому числі хлібних) та інших трав'янистих рослин. До поширення косарок була основним інструментом для сінокосу.

## Історія
Коса, очевидно, відома з середини I тисячоліття до нашої ери, використовувалася і в Стародавньому Римі (falx foenaria), але поширення в Європі отримала лише в Каролінгську добу (VIII ст.). На території України існувала ще за часів Київської Русі, використовується і донині.

## Опис
Складається з двох головних частин: власне коси, викованої з металу, і дерев'яного держака — кісся́.

Будова коси: 1 — дзьоб, 2 — полотно, 3 — лезо, 4 — п'ятка, 5 — шийка, 6 — гвинт, 7 — кісся, 8 — ручки

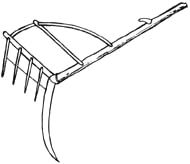
Коса з грабками

- Кісся́ робили з дерев'яного обробленого бруска завдовжки приблизно 1,5—2 м із однією ру́чкою (на більшості території України) чи двома дерев'яними ручками (в Карпатах).
- Коса з кіссям з'єднувалася за допомогою залізного кільця («рафи», «наперстка», «обручки», «хомута», «баньки»), а також дерев'яного клина — пасклина. Відомий також удосконалений наперсток із гвинтом.
- Верхній о́бід робочої частини коси українці називали «прутом», ріжучу частину — «ле́зом», простір між прутом і лезом — «полотном», носок коси — «дзьобом», задню частину — «п'яткою з шийкою» чи «вухом з пупком».

Полотно випускалося більшої або меншої довжини, і селяни вимірювали потрібні їм коси за допомогою власної долоні. Найбільш поширеними були коси середньої довжини — на дев'ять долонь.
Для косіння зернових до кісся паралельно до сталевого полотна самої коси прилаштовували ще грабки — своєрідні грабельки. Їх основу становив дерев'яний валок із кількома (найчастіше із трьома) задовбаними у ньому довгими зубцями, нижній з яких був найдовшим, а верхній — найкоротшим.

## Види кіс

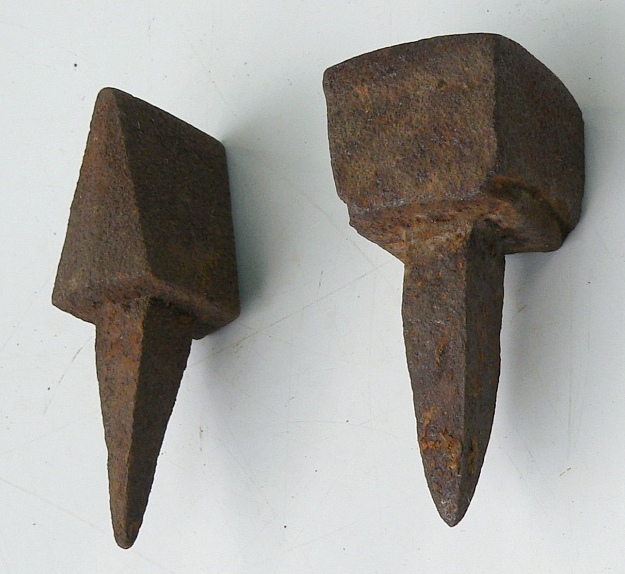
Бабки

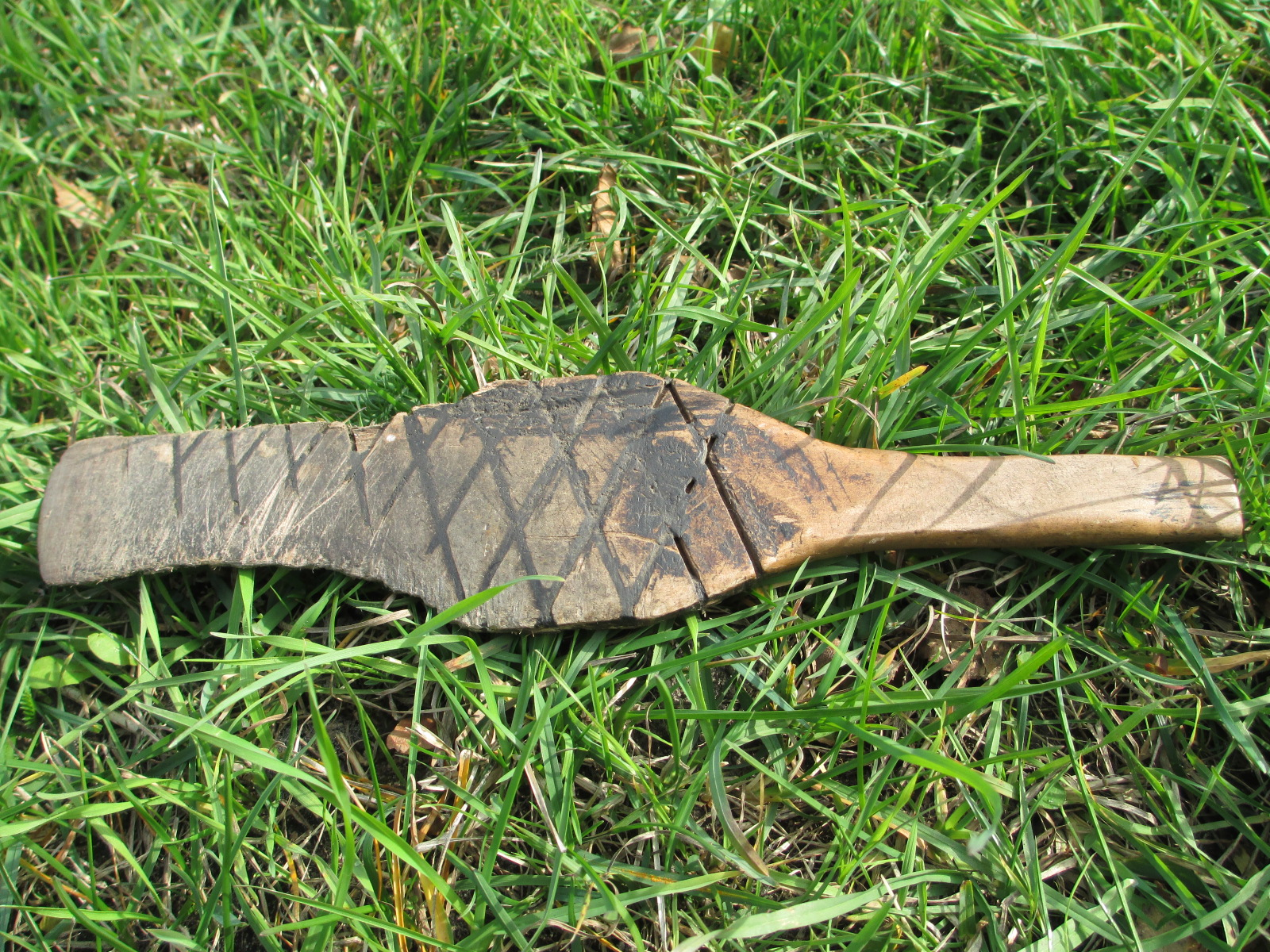
Мантачка (шелепітка)

Відомо два види кіс: давніша — коротка (скісок, косак); пізніша — удвічі довша (литовка).
Виготовлення робочої частини останнього різновиду кіс з XVIII ст. було монополізоване фабричною промисловістю.
В Україні найбільше поширення мали австрійські (штирійські), російські, угорські, польські коси, а також вироби місцевих заводів.

Також коса різниться за номерами (5, 6, 7 …), що відповідає її довжині, виражене у ширині долоні.

## Догляд за косою

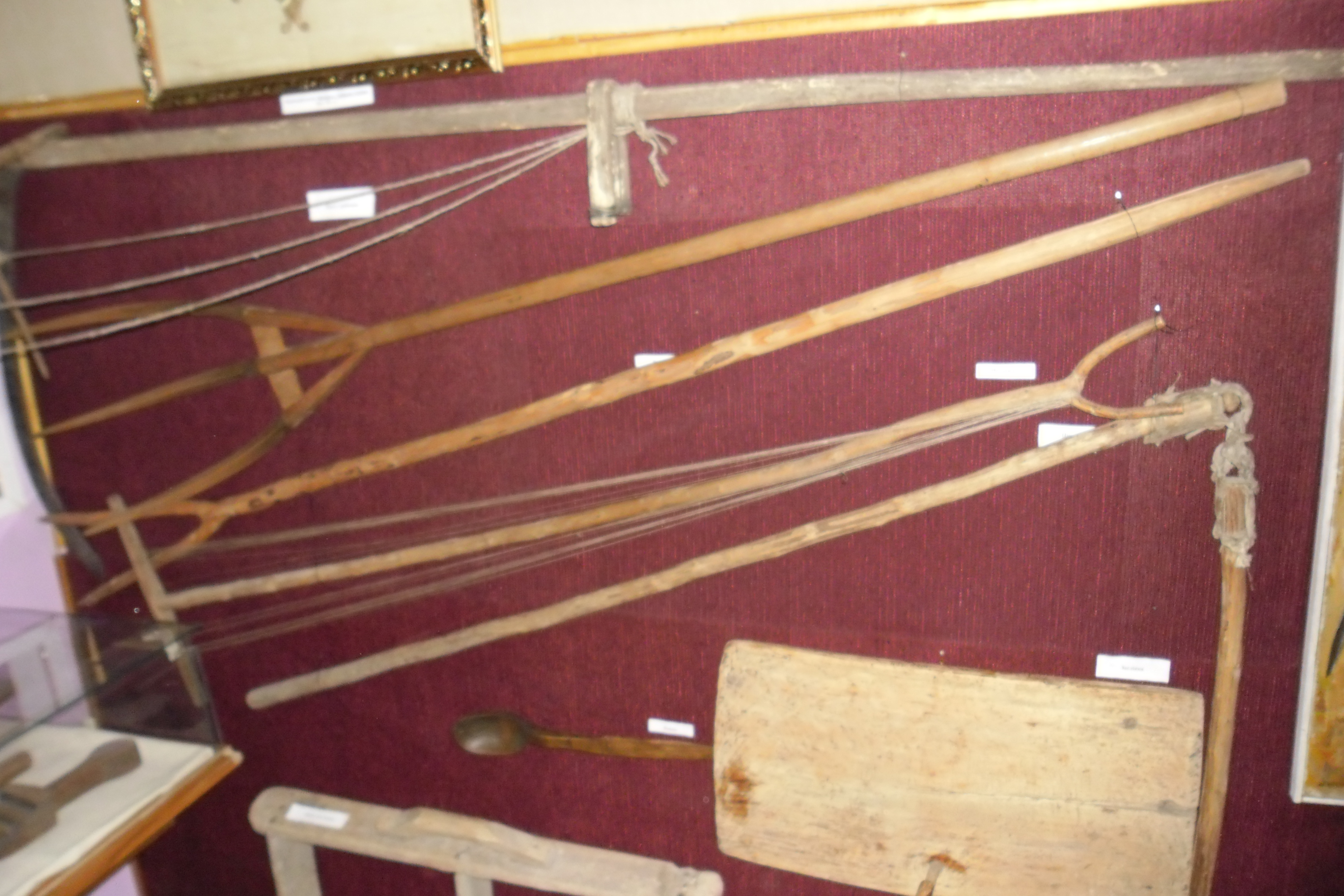
Сільськогосподарські знаряддя праці: коса, ціп, вила тощо

Лезо коси не точать, її відбивають (тобто клепають) гострою стороною молотка на спеціальній підставці (бабці), яку забивають гострою частиною в дерев'яну колоду (пеньок, бабчар). Клепають починаючи від «п'яти» до «носка», рівномірно проходячи всю кромку полотна. Після відбиття і під час роботи періодично лезо правлять точильним бруском з дрібним зерном. Зараз для цих цілей використовують наждак, а колись косарі загострювали коси так званою «манта́чкою» — дерев'яним бруском, обмазаним смолою і посипаним піском. Для вирівнювання леза застосовують спеціальний сталевий стрижень — мусак. Разом з точильним бруском мусак традиційно зберігали у дерев'яному футлярі, який називався «ку́шка» або «точо́к». Нормальна коса після відбивання витримує три-чотири години косовиці.

## Правила роботи з косою
Косити краще всього з ранковою росою, навіть існує така приказка — «Коси, коса, поки роса, а як роса додолу, то ми додому». Коса — це інструмент індивідуальний, вимагає налаштування під розміри косаря. При правильному налаштуванні і відповідних навичках косовиця протягом тривалого часу не викликає помітної втоми, хоча при цьому задіяна велика кількість м'язів. Коса ніби сама косить траву, видаючи при цьому чистий, дзвінкий звук.

Лезо коси та її носок зазвичай трохи підняті, щоб під час косіння полотно коси ковзало по поверхні ґрунту і, разом з тим, перерізало траву під гострим, а не під прямим кутом, що значно полегшує роботу.
Смуга скошеної трави на один захват коси називалася ручкою, прокосом, покісом, гоном.

## У культурі

### Символізм
Коса — традиційний образ продуктивної, майстерної праці («Коса — робота, серп — охота, а ціп хоч і дурний, аби кріпкий»), також є символом смерті, яку зазвичай зображують у вигляді скелета в балахоні з косою.

### Прислів'я, мовні звороти
- Наскочила (найшла, попала, трапила, налетіла) коса на камінь — не хочуть поступитися одне одному
- Добра коса: щоб утяв, то б упав
- Де ще те літо, а він уже косу клепа
- Яка коса, така і бабка
- Чия коса перша, того лука ширша (перший косар бригади йде попереду і робить ширший прокіс)
- Який косар, така й коса

### Загадки
- Пливе щука з Кременчука, куди гляне — трава в'яне

## Інше
- Скісок — ніж, який виковували з уламка коси
- Терпа́н (рум. tîrpan < тур. tirpan < грец. δρέπανον) — діалектна назва коси з коротким кіссям, призначеної для зрізання очерету[12].
- Тупик — застаріла назва затупленого уламка коси, яким чинбарі видаляли шерсть зі шкіри[13]